# Friedrich Leo von Rottenberger
Friedrich Leo von Rottenberger (3. září 1872, Třebíč – 27. března 1938, Vídeň) byl rakouský zahradník a zahradní architekt. Narodil se v Třebíči v Rakousku-Uhersku.

## Život a dílo
Byl synem soudce na Moravě, po skončení gymnázia začal pracovat jako zahradník a zahradní architekt v parcích na různých místech na Moravě. V roce 1892 byl přijat jako ředitel správcovství parku na zámku Schönbrunn ve Vídni a později získal místo ředitele zámeckého parku tamtéž a následně působil jako správce Královských zahrad zámku Schönbrunn.
Po ustanovení Rakouska je uváděn jako federální zahradník. Z této pozice byl určen k řízení rekonstrukce královských zahrad v Schönbrunnu, které byly poničeny na konci 1. sv. války. Také spustil program prodeje semen a rostlin, který vylepšil finanční situaci správy parku. Botanická sbírka se za jeho vedení stala druhou největší v Evropě.
V roce 1922 se stal prvním držitelem zlaté Hügelovy medaile. Od roku 1923 do roku 1934 byl prezidentem rakouského svazu zahradníků a také byl spolu s dalšími editorem rakouského magazínu "Gartenzeitung".
Rottenberger zemřel ve Vídni ve věku 65 let.